# St. Peter und Paul (Tallinn)

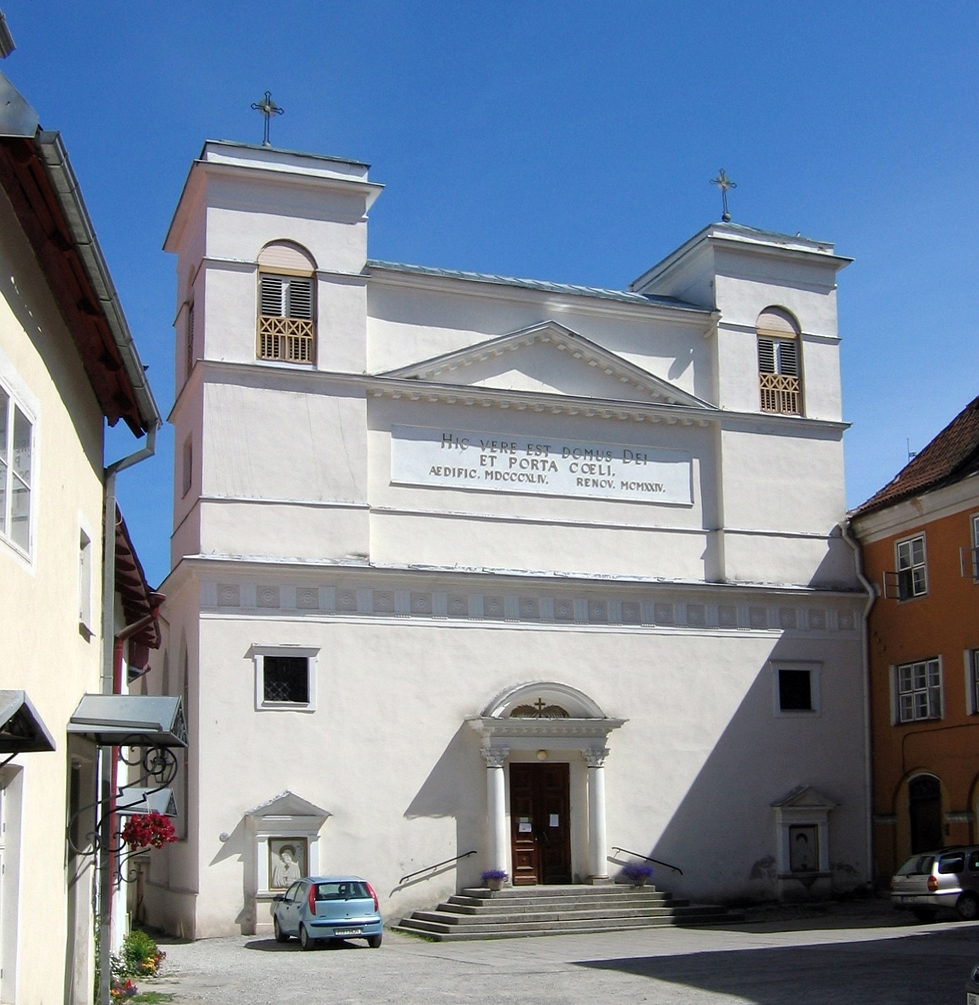
St. Peter und Paul, Fassade. 2012

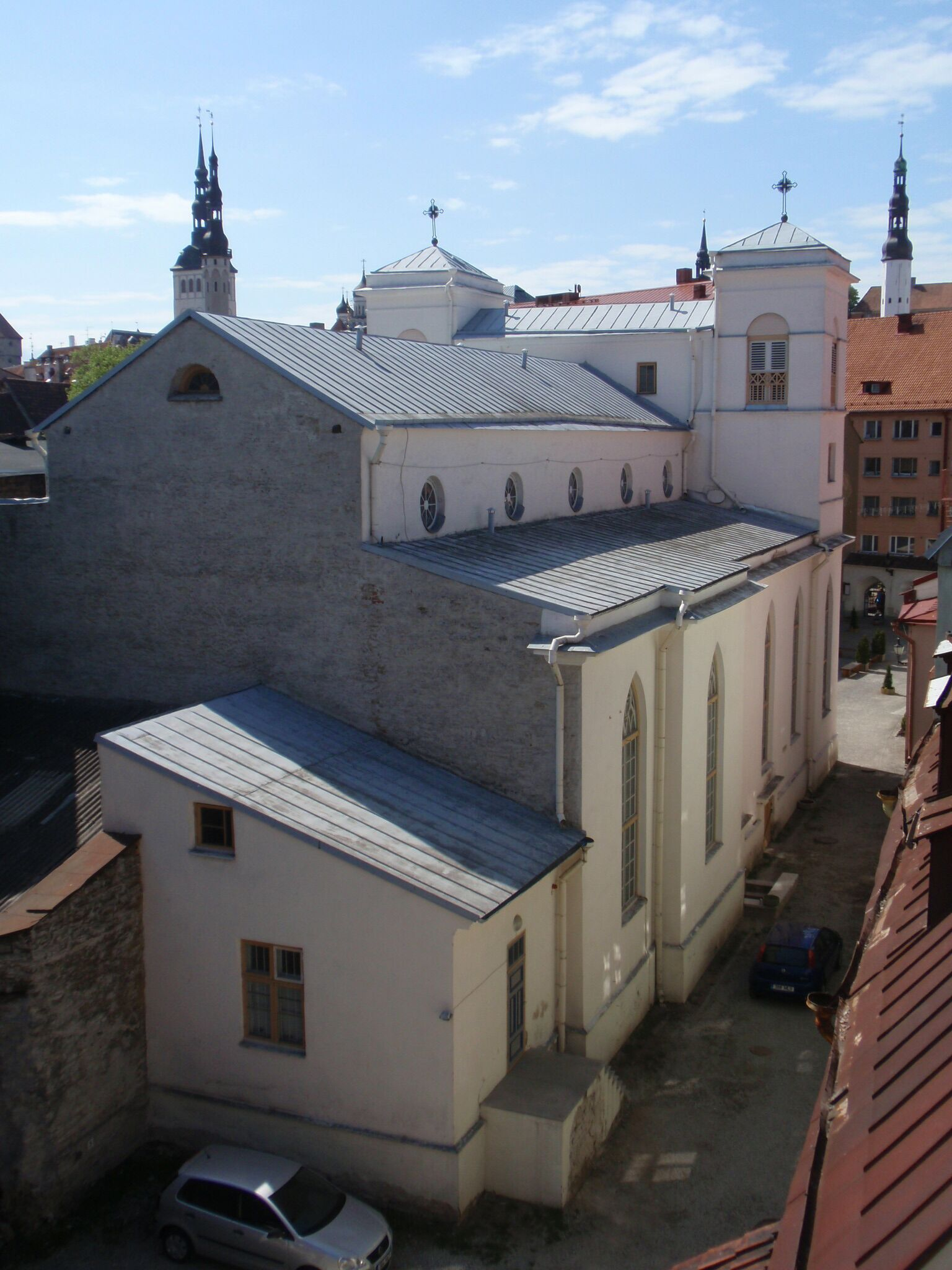
Ansicht von Osten

St. Peter und Paul ist die römisch-katholische Pfarrkirche im Zentrum der estnischen Hauptstadt Tallinn und Kathedrale des Bistums Tallinn. Sie wurde ab 1841 nach Plänen von Carlo Rossi erbaut und am 26. Dezember 1845 geweiht.

## Geschichte
Seit der Reformation gab es in Estland keine katholischen Gemeinden mehr. 1799 wurde den überwiegend polnischen Katholiken in Tallinn das Refektorium des ehemaligen Dominikanerklosters St. Katharinen als Gottesdienstraum überlassen. Nachdem die Gemeinde auf mehr als 1.500 Mitglieder angewachsen war, begann der Umbau des Klostergebäudes zur heutigen Kirche. Die Fassade wurde zur heutigen Gestalt erst 1920 vervollständigt, nachdem ein daran angelehntes niedrigeres Konventsgebäude abgerissen worden war.
1924 wurde für das seit 1918 unabhängige Estland die Apostolische Administratur Estland errichtet. Die Leitung wurde zunächst durch Antonino Zecchini von Riga aus wahrgenommen. Pfarrer in Tallinn wurde 1930 der deutsche Jesuit Eduard Profittlich, der mit großem persönlichen Einsatz das katholische Leben in Estland förderte und auch in die Öffentlichkeit wirkte. 1931 wurde er zum Apostolischen Administrator ernannt und am 27. Dezember 1936 in St. Peter und Paul zum Titularerzbischof geweiht. Damit erhielt die Pfarrkirche den Rang einer Prokathedrale.
1940 wurde Estland als Folge des Hitler-Stalin-Pakts von sowjetischen Truppen besetzt. Bischof Profittlich wurde 1941 verhaftet und starb 1942 im Lager Kirow. Sein ernannter Nachfolger Henri Werling wurde 1945 deportiert. Bis zum Ende des Stalinismus Mitte der 1950er Jahre war die kirchliche Arbeit in Tallinn nur verdeckt möglich. 1952–1987 war Miķelis Krumpāns Pfarrer an St. Peter und Paul. Mit der Perestroika begann eine neue Blütezeit. Mehrere Ordensgemeinschaften gründeten Niederlassungen in Tallinn. 1992 wurde mit Justo Mullor García wieder ein Apostolischer Administrator ernannt. Im September 1993 besuchte Papst Johannes Paul II. Estland. Die Peter-und-Pauls-Kirche wurde 1992 und 2002/03 renoviert und neu ausgestattet.

## Architektur und Ausstattung
Die Kirche ist eine schlichte dreischiffige, gerade geschlossene Basilika mit neugotischem Langhaus und klassizistischer Doppelturmfassade. Sie ist außen weiß, innen hellgelb und weiß verputzt. Die neugotische Holzausstattung wurde 1938 beseitigt. Erhalten blieben das Mariä-Himmelfahrts-Bild nach Guido Reni an der Altarwand, ein Geschenk Ludwigs I. von Bayern, und die Statuen der Kirchenpatrone Petrus und Paulus von Robert Johann Salemann. Der heutige Altar und Ambo aus grauem Dolomit wurden 2002 geschaffen. Die Orgel ist ein Werk von August Terkmann aus dem Jahr 1913.